# Kemal Izzet
Kemal Izzet (Mile End, 29 settembre 1980) è un ex calciatore inglese, di ruolo centrocampista.

## Biografia
Suo fratello maggiore Muzzy è stato a sua volta un calciatore professionista.

## Carriera
Izzet inizia a giocare nel Charlton, ma non colleziona nemmeno una presenza. Nel 2001 passa al Colchester United, dopo un mese in prestito alla stessa squadra, nonostante fosse stato corteggiato da Ipswich Town e Leicester City.
Lo stesso giocatore ha annunciato di preferire il Colchester.
Nel gennaio del 2008 firma un nuovo contratto, e nel luglio 2012 gli viene nuovamente prolungato il contratto, aumentandogli l'ingaggio.
Oggi (fino al 16 gennaio 2013) ha giocato ben 415 partite con il Colchester, realizzando 18 gol.